# مارمولک کرمی مراکش
مارمولک کرمی مراکش (نام علمی: Blanus mettetali) نام یک گونه از زیرراسته کرمی‌مارمولکان است.